# Bhutaniella
Genre
Bhutaniella est un genre d'araignées aranéomorphes de la famille des Sparassidae.

## Distribution
Les espèces de ce genre se rencontrent dans le Nord de l'Asie du Sud et en Asie de l'Est.

## Liste des espèces
Selon World Spider Catalog (version 17.5, 15/01/2017) :
- Bhutaniella dunlopi Jäger, 2001
- Bhutaniella gruberi Jäger, 2001
- Bhutaniella haenggii Jäger, 2001
- Bhutaniella hillyardi Jäger, 2000
- Bhutaniella kronestedti Vedel & Jäger, 2005
- Bhutaniella latissima Zhong & Liu, 2014
- Bhutaniella rollardae Jäger, 2001
- Bhutaniella scharffi Vedel & Jäger, 2005
- Bhutaniella sikkimensis (Gravely, 1931)
- Bhutaniella zhui Zhu & Zhang, 2011

## Publication originale
- Jäger, 2000 : Two new heteropodine genera from southern continental Asia (Araneae: Sparassidae). Acta Arachnologica, Tokyo, vol. 49, no 1, p. 61-71 (texte intégral).